# Mecz lekkoatletyczny Polska – Belgia 1933
Mecz lekkoatletyczny Polska – Belgia 1933 – zawody lekkoatletyczne, które odbyły się 5 czerwca 1933 roku w Warszawie. 
Było to drugie spotkanie pomiędzy tymi państwami. Mecz rozegrano między reprezentacjami mężczyzn. Polska pokonała Belgię 65:50.

## Rezultaty
| Konkurencja:               | 1. miejsce                                                            | Rezultat | 2. miejsce                                                                           | Rezultat | 3. miejsce          | Rezultat | 4. miejsce         | Rezultat |
| Bieg na 100 m              | Etienne Naessens                                                      | 11,0     | Stefan Twardowski                                                                    | 11,2     | E. Burg             |          | Janusz Łopacki     |          |
| Bieg na 400 m              | Klemens Biniakowski                                                   | 51,2     | Francois Prinsen                                                                     | 52,0     | Jan Verhaert        |          | Walter Marciniec   |          |
| Bieg na 800 m              | Antoni Maszewski                                                      | 2:04,6   | Kazimierz Kuźmicki                                                                   | 2:06,2   | Maurice Boulanger   |          | Philippe Conjaerts |          |
| Bieg na 1500 m             | René Geraerts                                                         | 4:10,2   | Kazimierz Kuźmicki                                                                   | 4:12,0   | Lucién Van Pebourgh |          | Wacław Sidorowicz  |          |
| Bieg na 5000 m             | Janusz Kusociński                                                     | 15:15,2  | Maurice Marechal                                                                     | 15:32,0  | Kazimierz Fiałka    |          | Oscar Van Rumst    |          |
| Bieg na 400 m przez płotki | Antoni Maszewski                                                      | 58,4     | Ignace Russ                                                                          | 59,0     | Emile Binet         |          | Artur Jezierski    |          |
| Sztafeta 400–300–200–100 m | Belgia · Jan Verhaert · Francois Prinsen · E. Burg · Etienne Naessens | 2:02,6   | Polska · Klemens Biniakowski · Walter Marciniec · Janusz Łopacki · Stefan Twardowski | 2:03,0   |                     |          |                    |          |
| Skok o tyczce              | Wilhelm Schneider                                                     | 3,70     | Juliusz Kluk                                                                         | 3,40     | Gérard Noel         | 3,30     | Gaston Etienne     | 3,10     |
| Rzut dyskiem               | Zygmunt Siedlecki                                                     | 43,84    | Leon Kozłowski                                                                       | 41,38    | August Vos          | 40,37    | L. Pellegrims      | 36,65    |
| Rzut oszczepem             | Walter Turczyk                                                        | 58,00    | Władysław Mikrut                                                                     | 57,45    | Gaston Etienne      | 52,72    | Jules Herremans    | 51,96    |